# Biskupi tarnowscy
Biskupi tarnowscy – biskupi diecezjalni i biskupi pomocniczy diecezji tarnowskiej.

## Biskupi

### Biskupi diecezjalni
| Lata urzędowania | Biskup | Biskup                      | Uwagi                                                                 |
| ---------------- | ------ | --------------------------- | --------------------------------------------------------------------- |
|                  |        | Jan Duwall                  | nominat cesarski w latach 1783–1785                                   |
| 1786–1801        |        | Florian Amand Janowski      |                                                                       |
| 1822–1827        |        | Grzegorz Tomasz Ziegler     | następnie biskup diecezjalny Linzu                                    |
| 1831–1832        |        | Ferdynand Maria Chotek      | następnie arcybiskup metropolita Ołomuńca                             |
| 1832–1836        |        | Franciszek de Paula Pisztek | następnie arcybiskup metropolita lwowski i prymas Galicji i Lodomerii |
| 1836–1840        |        | Franciszek Zachariasiewicz  | następnie biskup diecezjalny przemyski                                |
| 1840–1850        |        | Józef Grzegorz Wojtarowicz  |                                                                       |
| 1852–1885        |        | Józef Alojzy Pukalski       |                                                                       |
| 1886–1900        |        | Ignacy Łobos                |                                                                       |
| 1901–1933        |        | Leon Wałęga                 |                                                                       |
| 1933–1939        |        | Franciszek Lisowski         |                                                                       |
|                  |        | Edward Komar                | administrator apostolski w latach 1940–1943                           |
| 1946–1959        |        | Jan Stepa                   |                                                                       |
| 1962–1990        |        | Jerzy Ablewicz              | arcybiskup ad personam                                                |
| 1990–1997        |        | Józef Życiński              | następnie arcybiskup metropolita lubelski                             |
| 1998–2011        |        | Wiktor Skworc               | następnie arcybiskup metropolita katowicki                            |
| od 2012          |        | Andrzej Jeż                 |                                                                       |

### Biskupi pomocniczy
| Lata urzędowania | Biskup | Biskup               | Uwagi                                                   |
| ---------------- | ------ | -------------------- | ------------------------------------------------------- |
| 1921–1940        |        | Edward Komar         | następnie administrator apostolski diecezji tarnowskiej |
| 1946–1968        |        | Karol Pękala         |                                                         |
| 1958–1965        |        | Michał Blecharczyk   |                                                         |
| 1968–1991        |        | Piotr Bednarczyk     |                                                         |
| 1969–1999        |        | Józef Gucwa          |                                                         |
| 1975–2009        |        | Władysław Bobowski   |                                                         |
| 1991–2003        |        | Jan Styrna           | następnie biskup diecezjalny elbląski                   |
| 2004–2011        |        | Stanisław Budzik     | następnie arcybiskup metropolita lubelski               |
| 2008–2022        |        | Wiesław Lechowicz    | następnie biskup polowy Wojska Polskiego                |
| 2009–2012        |        | Andrzej Jeż          | następnie biskup diecezjalny tarnowski                  |
| 2014             |        | Jan Piotrowski       | następnie biskup diecezjalny kielecki                   |
| od 2014          |        | Stanisław Salaterski |                                                         |
| od 2016          |        | Leszek Leszkiewicz   |                                                         |
| 2021–2024        |        | Artur Ważny          | następnie biskup diecezjalny sosnowiecki                |